# Шенгелая, Георгий Николаевич
Гео́ргий Никола́евич Шенгела́я (груз. გიორგი ნიკოლოზის ძე  შენგელაია, 11 мая 1937, Москва — 17 февраля 2020, Грузия) — советский и грузинский кинорежиссёр, сценарист и актёр; народный артист Грузинской ССР (1985).

## Биография
Георгий Николаевич Шенгелая родился 11 мая 1937 года, в семье режиссёра Николая Шенгелая и актрисы Нато Вачнадзе.
Окончил режиссёрский факультет ВГИКа (1961, мастерская А. П. Довженко и М. Е. Чиаурели), защитил диплом в 1963 году.
С 1961 года — режиссёр киностудии «Грузия-фильм». Вёл режиссёрскую мастерскую в Тбилисском институте театра и кино имени Шота Руставели.
Лауреат Берлинского кинофестиваля в номинации «Режиссёр» за 1986 год.
В 1991—1992 годах — член Госсовета Грузии. В марте 2001 года создал и возглавил политическую организацию «Грузинская партия лозы. Вместе с Россией».
Умер 17 февраля 2020 года на 83-м году жизни в Грузии.

## Семья
- Отец — Николай Шенгелая (1903—1943), кинорежиссёр, заслуженный деятель искусств РСФСР (1935)
- Мать — Нато Вачнадзе (1904—1953), актриса, народная артистка Грузинской ССР (1941)
- Брат — Эльдар Шенгелая (1933—2025), кинорежиссёр[6]
- Первая жена (1957—1980) — Софико Чиаурели[6] (1937—2008), актриса, народная артистка Грузинской ССР (1976) и Армянской ССР (1979); от этого брака двое сыновей: Николай (Нико) — художник и Александр (Сандро) — актёр
- Вторая жена (1985—2020) — Нина Кетеван; от этого брака один сын[6]

## Фильмография

### Режиссёр
- 1962 — Алавердоба (новелла в киносборнике «Два рассказа»)
- 1965 — Награда (новелла в киноальманахе «Страницы прошлого»)
- 1966 — Он убивать не хотел
- 1969 — Пиросмани
- 1973 — Мелодии Верийского квартала
- 1976 — Приди в долину винограда
- 1980 — Девушка со швейной машинкой
- 1985 — Путешествие молодого композитора
- 1987 — Хареба и Гоги
- 1996 — Смерть Орфея
- 1999 — Грузинский виноград
- 2005 — И шёл поезд

### Сценарист
- 1962 — Алавердоба (новелла в киносборнике «Два рассказа»)
- 1965 — Награда (новелла в киноальманахе «Страницы прошлого»)
- 1966 — Он убивать не хотел
- 1969 — Пиросмани
- 1973 — Мелодии Верийского квартала
- 1985 — Путешествие молодого композитора
- 1987 — Хареба и Гоги
- 1996 — Смерть Орфея
- 1999 — Грузинский виноград
- 2005 — И шёл поезд

### Актёр
- 1957 — Наш двор
- 1957 — Отарова вдова — Георгий, сын вдовы, крестьянин
- 1960 — Повесть об одной девушке — Гела
- 1965 — Иные нынче времена — Гогия
- 1976 — Приди в долину винограда

## Награды
- 1974 — Приз «Золотой Хьюго» международного кинофестиваля в Чикаго (за фильм «Пиросмани»).
- 1976 — Орден «Знак Почёта».
- 1979 — Заслуженный деятель искусств Грузинской ССР[8].
- 1985 — Народный артист Грузинской ССР.
- 1985 — Государственная премия Грузинской ССР имени Шота Руставели.
- 1986 — Серебряный медведь за лучшую режиссуру 36-го Берлинского кинофестиваля (за фильм «Путешествие молодого композитора»).
- 1997 — Орден Чести[9][10].
- 2015 — Почётный гражданин Тбилиси.